# Riachinho (Minas Gerais)
Riachinho é um município brasileiro do estado de Minas Gerais. Sua população recenseada em 2022 era de 6 863 habitantes.
Com altitude de 550 metros, localiza-se à latitude 16°13'48" sul e à longitude 45°59'30" oeste.